# Leño
Pour les articles homonymes, voir Leno.
Leño est un groupe de hard rock espagnol, originaire de Madrid. Formé en 1978, les membres incluent initialement Rosendo Mercado à la guitare et au chant, Chiqui Mariscal à la basse, et Ramiro Penas à la batterie. Pendant l'enregistrement de leur album Leño, Chiqui Mariscal quitte le groupe, et est remplacé par Tony Urbano afin d'achever l'enregistrement. Ce line-up continue à se produire avant sa séparation en 1983, à leur pic de popularité. En 2012, le groupe atteint la treizième place des « 50 meilleurs groupes de rock espagnols » de Rolling Stone.

## Biographie
Après son service militaire en 1975, Rosendo participe à l'enregistrement du premier album de Ñu. Lui et Molina ne s'entendent pas bien, et Rosendo préfère quitter le groupe en 1977, pour former Leño, en endossant le rôle de guitariste et chanteur. Chiqui Mariscal (basse) et Ramiro Penas (batterie) quittent également Ñu pour se joindre à Leño. Ils commencent leur carrière en 1978 lors d'un concert de Asfalto. Ils sont engagés par le producteur Vicente Romero, qui lance à cette période le label Chapa Discos, et publie le disque collectif Viva el Rollo, Vol. II. Rock del Manzanares, qui présente deux chansons du groupe : Este Madrid et Aprendiendo a escuchar. En 1979, ils font paraître leur premier album, sous le titre de Leño. L'album, produit par Teddy Bautista, contient des chansons instrumentales plus longues, et les chansons El tren et Este Madrid. Pendant l'enregistrement, Mariscal quitte le groupe, et est remplacé par Tony Urbano. Plus tard, il est classé à la 106e place des meilleurs albums Rock en Español selon le magazine américain Al Borde.
En 1980, ils font paraître leur second album, Más madera. En 1981, ils enregistrent au Carolina club leur album live intitulé En directo. En 1983, ils participent au Rock de una noche de verano, une tournée organisée par Miguel Ríos La même année, en automne, le groupe se sépare. Chiqui Mariscal décède en 2008. En 2010, le groupe se réunit par un album spécial, Bajo la corteza: 26 canciones de Leño, qu'ils jouent dans un mini-concert. Leur album Corre, corre est placé 19e des albums rock espagnols par Rolling Stone.

## Discographie

### Albums studio
- Leño – 1979
- Más madera – 1980
- ¡Corre, corre! – 1982

### Albums live
- En Directo – 1981
- Vivo '83 – 2006

### Singles
- Este Madrid / Aprendiendo a escuchar (single simple) – 1978
- El tren – 1980
- El oportunista – 1980
- La noche de que te hablé / Sin solución – 1980
- Maneras de vivir (Studio version) / Todo es más sencillo (single simple) – 1981
- Corre, corre / Sorprendente – 1982
- Que tire la toalla! / Sorprendente – 1982
- Maneras de vivir (CD single, BMG) – 1997

### Compilations
- Maneras de vivir – 1997
- Indirecto – 1992
- Nos va la marcha (Soundtrack) – 1978
- ''Bajo la corteza: 26 canciones de Leño (Tribute) – 2010

### Coffrets
- Leño 1978-1983 – 2013